# Thomas Schroll
Thomas Schroll (* 26. November 1965 in Hall in Tirol) ist ein ehemaliger österreichischer Bobfahrer, der 1992 Olympiasieger im Viererbob war.

## Sportliche Karriere
Der 1,83 m große Thomas Schroll vom Bob-Club Igls gewann seine erste internationale Medaille bei der Bob-Europameisterschaft 1989, zusammen mit Peter Kienast, Franz Siegl und Kurt  Teigl belegte er den dritten Platz hinter dem Bob des Österreichers Ingo Appelt und dem DDR-Bob von Harald Czudaj. 1990 fand die Europameisterschaft auf der Bahn in Igls statt und den Österreichern gelang ein Doppelsieg. Peter Kienast, Johann Lindner, Martin Riedl und Thomas Schroll siegten vor Ingo Appelt, Gerhard Redl, Jürgen Mandl und Harald Winkler. 
Bei den Olympischen Spielen 1992 in Albertville gehörte Schroll zur Mannschaft von Ingo Appelt. Appelt und Schroll belegten im Zweierbob den vierten Platz, im Viererbob gewannen Ingo Appelt, Harald Winkler Gerhard Haidacher und Thomas Schroll mit zwei Hundertstelsekunden Vorsprung auf den deutschen Bob von Wolfgang Hoppe die Goldmedaille, die bis heute (Stand nach den Winterspielen 2022) einzige olympische Goldmedaille für österreichische Bobfahrer überhaupt.
Zwei Jahre später trat Schroll bei den Olympischen Spielen 1994 in Lillehammer mit Hubert Schösser im Zweierbob an und belegte den fünften Platz. 1995 belegten Hubert Schösser, Gerhard Redl, Thomas Schroll und Martin Schützenauer den zweiten Platz bei der Europameisterschaft hinter dem Vierer von Wolfgang Hoppe. Auch bei der Bob-Weltmeisterschaft 1995 gewann das Team von Schösser Silber hinter Hoppes Bob.